# Крузина, Тамара Николаевна
Тамара Николаевна Крузина — советский хозяйственный, государственный и политический деятель.

## Биография
Родилась в 1946 году в селе Орешное. Член КПСС.
С 1965 года — на хозяйственной, общественной и политической работе. В 1965—2001 гг. — работница цеха вытяжки корда производства «Капрон» на комбинате «Химволокно», оператор Курского комбината химического волокна.
Делегат XXV и XXVI съездов КПСС.
За значительное увеличение производства и улучшение качества товаров народного потребления была в составе коллектива удостоена Государственной премии СССР за выдающиеся достижения в труде 1979 года.
Почётный химик СССР.
Почётный гражданин города Курска.
Жила в Курске.